# Leptodesmus macconnelli
Leptodesmus macconnelli är en mångfotingart som först beskrevs av Pocock 1900.  Leptodesmus macconnelli ingår i släktet Leptodesmus och familjen Chelodesmidae. Inga underarter finns listade i Catalogue of Life.